# Кливлендские культурные сады
Кливлендские культурные сады (англ. Cleveland Cultural Gardens) — коллекция общественных садов в парке Рокфеллера в Кливленде, США. Сады расположены на Восточном бульваре и Мартин Лютер Кинг Драйв. Есть 33 различных сада, каждый из которых посвящен группе иммигрантов в городе. В 2019 году на Аллее славы Русского культурного сада был открыт новый памятник — бюст космонавта Юрия Гагарина.

## Сады
- Британский сад (1916)
- Еврейский сад (1926)
- Немецкий сад (1929)
- Итальянский сад (1930)
- Словацкий сад (1932)
- Словенский сад (1932)
- Венгерский сад (1934)
- Польский сад (1934)
- Американский сад (1935)
- Чешский сад (1935)
- Сад мира народов (1936)
- Литовский сад (1936)
- Русинский сад (1939)
- Ирландский сад (1939)
- Греческий сад (1940)
- Украинский сад (1940)
- Финский сад (1958)
- Эстонский сад (1966)
- Румынский сад (1967)
- Афро-американский сад (1977)
- Китайский сад (1985)
- Индийский сад (2005)
- Латвийский сад (2006)
- Азербайджанский сад (2008)
- Сербский сад (2008)
- Армянский сад (2010)
- Сирийский сад (2011)
- Хорватский сад (2012)
- Албанский сад (2012)
- Турецкий сад (2016)
- Русский сад (2018)
- Эфиопский сад (2019)
- Ливанский сад (2019)